# Verměřovice
Verměřovice é uma comuna checa localizada na região de Pardubice, distrito de Ústí nad Orlicí.